# Kurt Richter (Filmarchitekt)
Kurt Richter (* 29. Oktober 1885 in Krems an der Donau, Österreich-Ungarn; † 26. April 1960 in Salzburg, Österreich) war ein österreichischer Bühnenbildner und Filmarchitekt beim deutschen Stummfilm. 

## Leben und Wirken
Der Sohn eines Theatermalers, der zu Richard Wagners Der Ring des Nibelungen die ersten Bühnenbilder in Bayreuth geschaffen hatte, begann nach seiner Ausbildung zur Jahrhundertwende bei seinem Vater und Prof. Lübkemaier in Coburg seine künstlerische Tätigkeit ebenfalls am Theater (zunächst am Düsseldorfer Schauspielhaus), wo er am Schauspiel und an der Oper tätig war. Seit 1914, als er von der Produktionsfirma PAGU eingestellt wurde, war er im Filmgeschäft tätig und wirkte von Anbeginn eng im Zusammenspiel mit dem Nachwuchsregisseur Ernst Lubitsch, dessen kurze Lustspiele Richter szenenbildnerisch gestaltete. Richter war die kommenden anderthalb Jahrzehnte an mehr als 90 Filmproduktionen beteiligt und viele Jahre lang auch Stammarchitekt bei Lubitschs Monumentalfilmen seit Ende des Ersten Weltkriegs. Hin und wieder arbeitete er mit Hans Poelzig zusammen; seine Arbeiten wurden als beeindruckend geschildert und waren mehrfach im expressionistischen Stil gehalten. In diesen Berliner Jahren kooperierte Kurt Richter auch mit dem angesehenen Theatermacher Max Reinhardt (Deutsches Theater Berlin), für den er sowohl als Bühnenbildner als auch als Kostümbildner wirkte.
Mit dem Ende der Stummfilmzeit 1929 kehrte Richter erzwungenermaßen an die Bühne nach Österreich zurück, arbeitete unter Hubert Marischka am Theater an der Wien sowie am Salzburger Landestheater (bis 1938), ehe er in der Spielzeit 1938/39 an die Wiener Volksoper ging. 1940 holte ihn das Landestheater Salzburg zurück, dem Richter bis zu seiner Pensionierung kurz nach dem Zweiten Weltkrieg als Chefbühnenbildner die Treue hielt. Bereits bis 1940 hatte er über 2000 Bühnenbilder geschaffen, zu Theaterstücken, Opern und Balletten, darunter eine Reihe von Werken Wagners und Gerhart Hauptmanns. Zu den von Kurt Richter betreuten Aufführungen gehörten so unterschiedliche Stücke wie Franz Lehars Operette Die lustige Witwe, Henrik Ibsens Drama Die Wildente, die beiden Opern Madame Butterfly und Die lustigen Weiber von Windsor sowie Hauptmanns Drama Florian Geyer. Zu seinen anderen Wirkungsstätten gehören Bühnen in Königsberg, Prag, Zürich und Bukarest. Im Zweiten Weltkrieg besaß er ein eigenes Atelier mit sechs Malern und ebenso vielen Tischlern.
Eine Zeitlang war Richter der Nachbar Harry Liedtkes am Scharmützelsee.

## Filmografie (Auswahl)
Filmbauten, wenn nicht anders angegeben
- 1914: Fräulein Seifenschaum
- 1915: Blindekuh
- 1915: Der schwarze Moritz
- 1916: Der G.m.b.H.-Tenor
- 1916: Leutnant auf Befehl
- 1917: Ossi’s Tagebuch
- 1917: Dornröschen
- 1917: Lulu
- 1917: Der weiße Schrecken
- 1918: Ringende Seelen
- 1918: Carmen
- 1918: Die Augen der Mumie Ma
- 1918: Der Rodelkavalier
- 1919: Der Galeerensträfling (2 Teile)
- 1919: Die Pantherbraut
- 1919: Madame Dubarry
- 1919: Die Puppe (auch Kostüme)
- 1919: Komtesse Doddy
- 1919: Der lustige Ehemann
- 1919: Die Fahrt ins Blaue
- 1919: Irrungen
- 1919: Die Dame, der Teufel und die Probiermamsell
- 1919: Das Karussell des Lebens
- 1919: Kreuziget sie!
- 1919: Die Tochter des Mehemed
- 1920: Indische Rache
- 1920: Die Marchesa d’Armiani
- 1920: Romeo und Julia im Schnee
- 1920: Sumurun
- 1920: Der Golem, wie er in die Welt kam (Ausstattung)
- 1920: Anna Boleyn
- 1920: Kaliber fünf Komma zwei
- 1920: Das Skelett des Herrn Markutius
- 1921: Der verlorene Schatten
- 1921: Der Stier von Olivera
- 1921: Das Weib des Pharao
- 1922: Die Flamme
- 1922: Monna Vanna
- 1923: Graf Cohn
- 1923: Abenteuer einer Nacht
- 1923: Alles für Geld
- 1923: Menschen und Masken
- 1924: Das Haus am Meer
- 1924: Auf gefährlichen Spuren
- 1924: Lumpen und Seide
- 1924: Rex Mundi
- 1925: Heiratsschwindler
- 1925: Die Kleine vom Bummel
- 1925: Der Liebeskäfig
- 1925: Abenteuer im Nachtexpreß
- 1925: Liebe und Trompetenblasen
- 1926: Der Soldat der Marie
- 1926: Prinzessin Trulala
- 1926: Der Prinz und die Tänzerin
- 1926: Der schwarze Pierrot
- 1926: Durchlaucht Radieschen
- 1927: Liebe geht seltsame Wege
- 1927: Das Fräulein von Kasse 12
- 1927: Das Erwachen des Weibes
- 1928: Flitterwochen
- 1928: Spelunke
- 1928: Serenissimus und die letzte Jungfrau
- 1929: Was eine Frau im Frühling träumt